# Darío Lezcano
Darío Lezcano Mendoza (* 30. Juni 1990 in Asunción) ist ein paraguayischer Fußballspieler. Seine bevorzugte Position ist im Sturm oder im offensiven Mittelfeld.

## Karriere

### Vereine

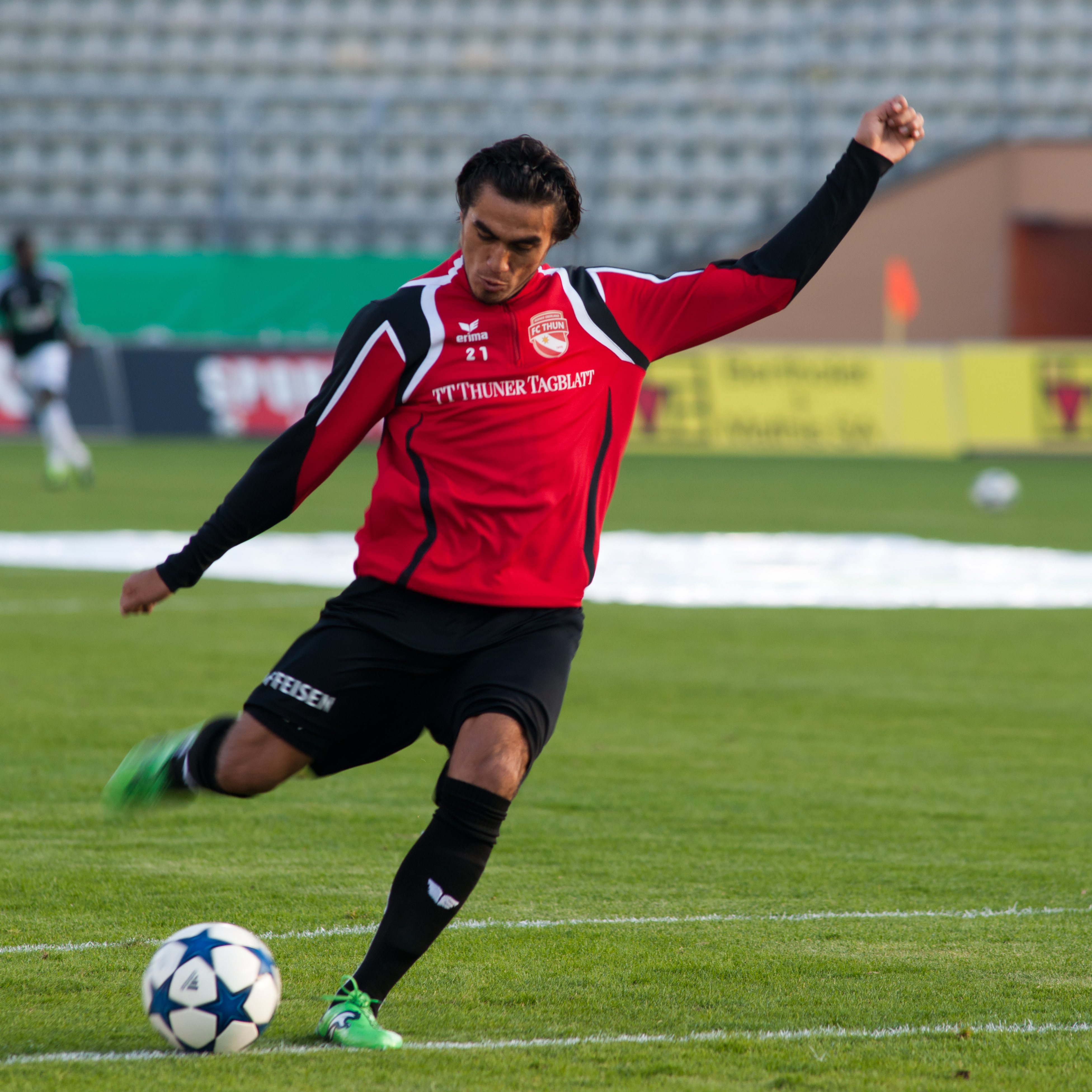
Lezcano beim FC Thun (2011)

Lezcano spielte in der Jugend für den Club 4 de Octubre und den FC Nanawa. Von 2007 bis 2008 spielte er mit Sportivo Trinidense in der Primera División de Paraguay. Zur Saison 2008/09 wechselte er in die Schweiz zum FC Wil, mit dem er in der Challenge League spielte. Trotz eines laufenden Vertrages bis 2012 wechselte er in der Winterpause der Saison 2010/11 zum FC Thun in die Super League. Gleich in seinem ersten Einsatz am 6. Februar 2011 erzielte er seinen ersten Treffer bei der 2:3-Heimniederlage gegen den FC Basel.
Am 2. Februar 2012 wurde von Lezcanos sofortigen Wechsel zum FC Luzern bekannt. Er unterschrieb bei den Innenschweizern einen Vertrag bis zum 30. Juni 2016. Am 15. Juli 2015 verlängerte er seinen Vertrag vorzeitig um ein Jahr bis zum 30. Juni 2017.
Ab Januar 2016 spielte Lezcano beim deutschen Bundesligisten FC Ingolstadt 04. Bei den Schanzern unterschrieb er einen Vertrag bis zum 30. Juni 2020. Beim 3:3-Unentschieden gegen den VfB Stuttgart am 12. März 2016, dem 26. Spieltag, erzielte er per direktem Freistoß zum zwischenzeitlichen 3:1 sein erstes Tor für Ingolstadt in der Bundesliga. Nach dem Abstieg Ingolstadts aus der 2. Bundesliga löste Lezcano seinen Vertrag im Sommer 2019 auf.
Nach der Vertragsauflösung in Ingolstadt zog es den Offensivspieler in die erste mexikanische Liga, wo er einen Vertrag beim FC Juárez unterzeichnete. Im Februar 2023 wechselte Lezcano zum chilenischen Klub CSD Colo-Colo.

### Nationalmannschaft
Lezcano nahm mit der paraguayischen U17-Nationalmannschaft an der Südamerikameisterschaft 2007 teil.
Er debütierte am 13. Oktober 2015 beim 0:0 im WM-Qualifikationsheimspiel für die Fußball-Weltmeisterschaft 2018 gegen Argentinien für die Paraguayische Fußballnationalmannschaft, wo er gleich durchspielte. Am 17. November 2015 bei seinem dritten Länderspieleinsatz im WM-Qualifikationsheimspiel für die Fußball-Weltmeisterschaft 2018 gegen Bolivien schoss er beim 2:1-Sieg sein erstes Tor für Paraguay.